# Jesuitiske missionsstationer hos guaraniindianerne
Jesuit missionsstationer hos guaraniindianerne er en række stationer etableret i 1600 - og 1700 tallet af Jesuitiske missionærer hos guaraniindianerne i guaraniindianernes territorium i det nuværende Argentina, Brasilien, Paraguay og Uruguay. 
I 1983 blev ruinerne af missionsstationen i São Miguel, Brasilien optaget på UNESCOs Verdensarvsliste og året efter blev også missionsstationerne San Ignacio Mini, Santa Ana, Nuestra Senora de Loreto og Santa Marla la Mayor, alle fra Argentina optaget på listen.